# Lewis J. Selznick
Lewis J. Selznick, nato Lewis Zeleznik (Kiev, 2 maggio 1870 – Los Angeles, 25 gennaio 1933), è stato un produttore cinematografico ucraino naturalizzato statunitense, uno dei pionieri dell'industria cinematografica hollywoodiana all'epoca del muto.

## Biografia
Nato nel 1870 a Kiev, in Ucraina ai tempi dell'Impero russo, era uno dei diciotto figli di una povera famiglia israelita, i cui genitori erano Ida Ringer e Joseph Seleznik. All'età di dodici anni, emigrò a Londra e quindi negli Stati Uniti, dove trovò lavoro come gioielliere a Pittsburgh, in Pennsylvania, cambiando il proprio nome in quello di Lewis J. Selznick.

### Carriera cinematografica
Affascinato dal mondo del cinema e dalle grandi opportunità che la nuova forma di spettacolo poteva offrire, Selznick incominciò a lavorare come produttore. Nel 1914, fondò una propria società, la World Film Company, una casa di distribuzione che aveva la sua sede a Fort Lee, nel New Jersey, una località che ospitava gran parte dei primi studios americani. Presto si fuse con la Peerless Pictures Studios di Jules Brulatour e con i fratelli Shubert. Nel 1915, sottrasse alla Kalem, una casa di produzione concorrente, il regista Sidney Olcott, una delle colonne portanti dello studio rivale riuscendo anche ad assumere il regista francese Maurice Tourneur, portandolo via al colosso Pathé. Ma, l'anno seguente, Selznick venne estromesso dal consiglio di amministrazione dai suoi stessi soci, con i quali era entrato in conflitto.

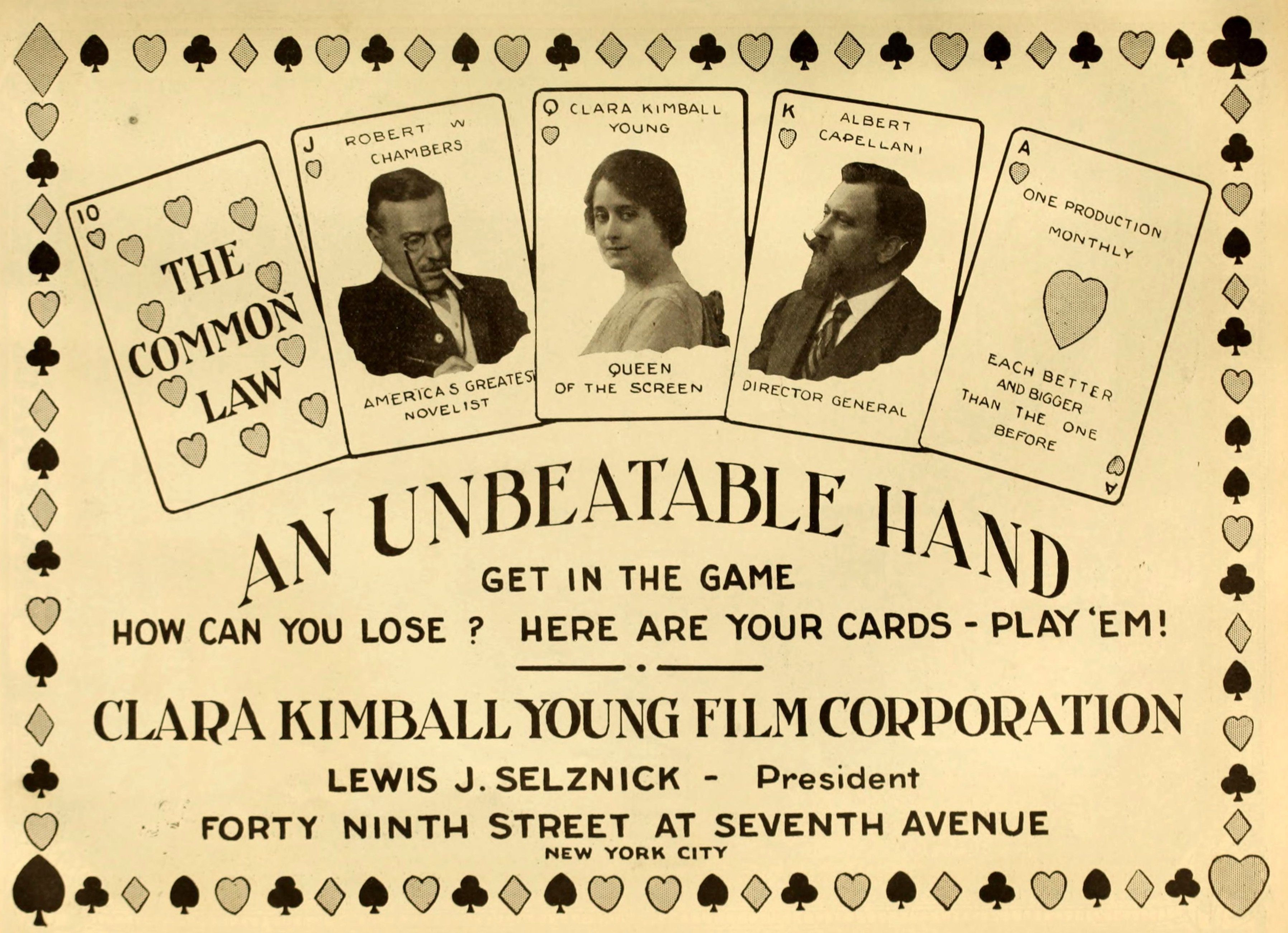
Presidente della Clara Kimball Young Film Corporation (1916)

La sua carriera proseguì sulla costa est finché non decise di trasferirsi a Hollywood dove collaborò con Adolph Zukor e Jesse L. Lasky. Tuttavia, nel giro di pochi anni, la sua compagnia, la Lewis J. Selznick Productions, Inc andò incontro a seri problemi finanziari tanto che il produttore finì per fare bancarotta nel 1925. Ritiratosi dal mondo del cinema e degli affari, morì a Los Angeles nel 1933.

## Riconoscimenti
Per il suo contributo all'industria cinematografica, Lewis J. Selznick ha una stella sulla Hollywood Walk of Fame al 6412 di Hollywood Blvd.

### La famiglia
Probabilmente nel 1896, sposò Florence Sachs. Dal matrimonio nacquero quattro figli. Il maggiore, Myron Selznick (1898-1944), sarebbe prima diventato un produttore e, in seguito, avrebbe aperto un'agenzia al servizio degli attori più celebri ma anche fucina di giovani talenti scoperti da Myron. Il secondo figlio, David O. Selznick (1902–1965), diventò uno dei più famosi produttori hollywoodiani, cui si deve anche Via col vento, film con il quale vinse l'Oscar.